# Ana Golja
Muazana „Ana“ Golja (* 31. ledna 1996 Mississauga) je kanadská herečka albánského původu. Proslavila se zejména rolí gymnastky a tanečnice Ariany Berlinové ve filmu Síla vítězit z roku 2015. Za roli v tomto filmu podle skutečného příběhu mladé gymnastky, která se po autonehodě vrací do světa vrcholového sportu, byla nominována cenu Canadian Screen Avards. Ve filmu zazněla i píseň „Feel So Good“, kterou nazpívala sama herečka.

## Výběr z filmografie
- 2013 Degrassi: The Next Generation
- 2014 Trable dívčí kapely
- 2015 Síla vítězit
- 2017 Love On Ice
- 2018 A Father's Nightmare
- 2018 Crazy For The Boys